# Ferrovia del Semmering
La ferrovia del Semmering è una parte del tracciato della linea ferroviaria austriaca meridionale ed è comunemente ritenuta la prima ferrovia di montagna, in riferimento alle enormi difficoltà date dal territorio in cui è costruita e dalle grandi differenze di altezze superate. Essa collega la città di Gloggnitz e, attraverso il passo del Semmering che dà il nome all'intero tracciato, arriva a Mürzzuschlag. Fu la prima ferrovia di montagna d'Europa a essere costruita con lo scartamento ferroviario normale ed è tuttora impiegata dalle ferrovie austriache.

## Storia
Il progettista della ferrovia del Semmering, Carlo Ghega, utilizzò le tecnologie più moderne per la costruzione di locomotive che divennero le prime a riuscire a superare notevoli differenze d'altitudine e a permettere ristretti raggi di curvatura. Il passaggio presso il passo del Semmering fu fortemente voluto dall'Arciduca d'Austria Giovanni, figlio dell'imperatore Leopoldo II al quale inizialmente fu dedicata l'intera linea ferroviaria che avrebbe unito Vienna a Trieste.

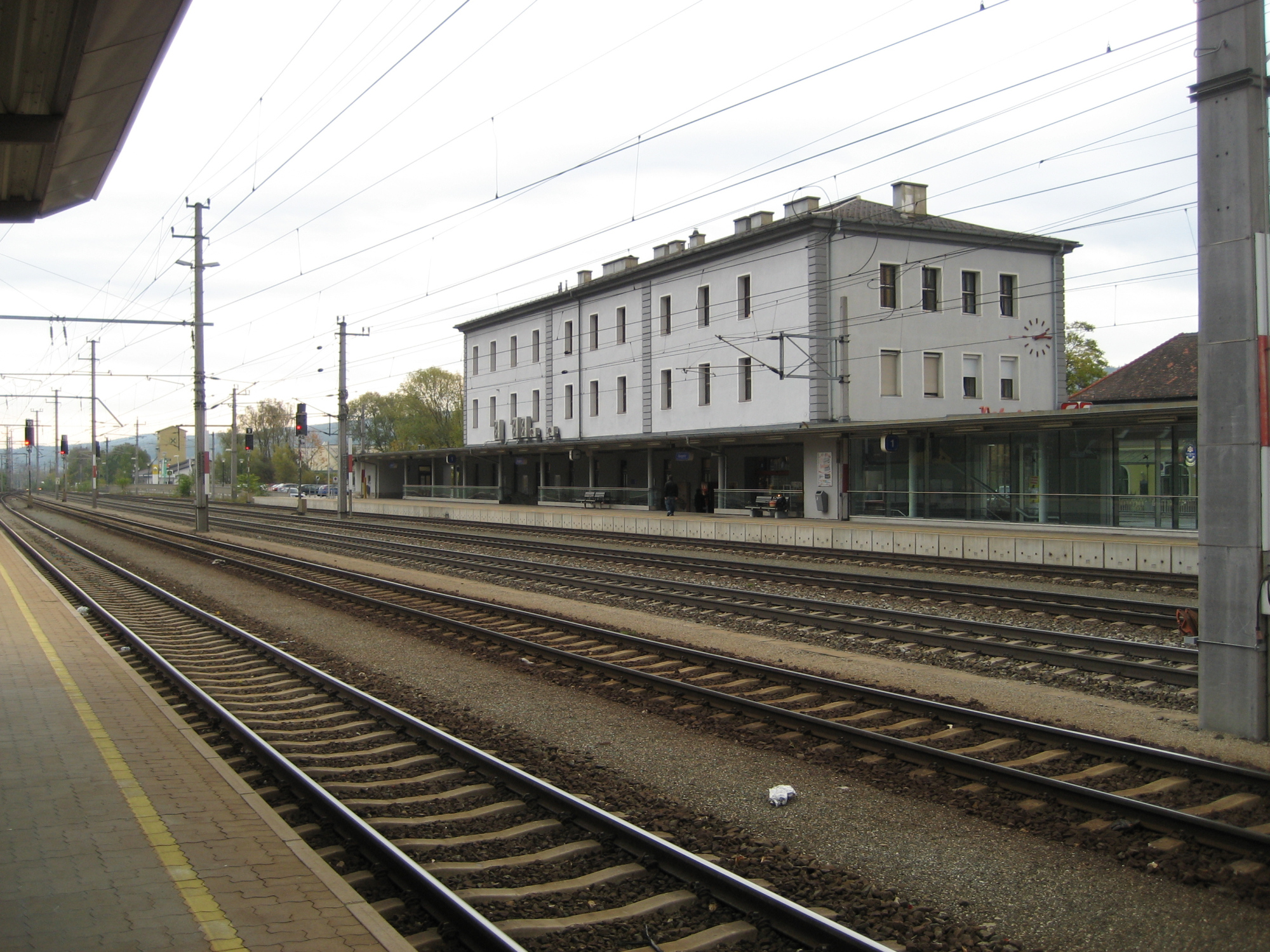
La stazione di Gloggnitz

Fu costruita fra il 1848 e il 1854 e lungo il suo percorso vi sono 14 gallerie (tra le quali una lunga 1.431 metri), sedici viadotti (alcuni dei quali a due piani) e più di 100 ponti (in pietra o di ferro). Il 60% del percorso della ferrovia del Semmering affronta dislivelli con pendenze comprese fra il 20 e il 25 per mille e per quasi l'intera sua lunghezza il treno viaggia in curva, con raggi di curvatura spesso inferiori ai 200 metri. Le mura di contenimento costruite lungo il percorso, le stazioni e gli edifici di servizio furono costruiti utilizzando il materiale di scarto estratto dagli scavi delle gallerie.

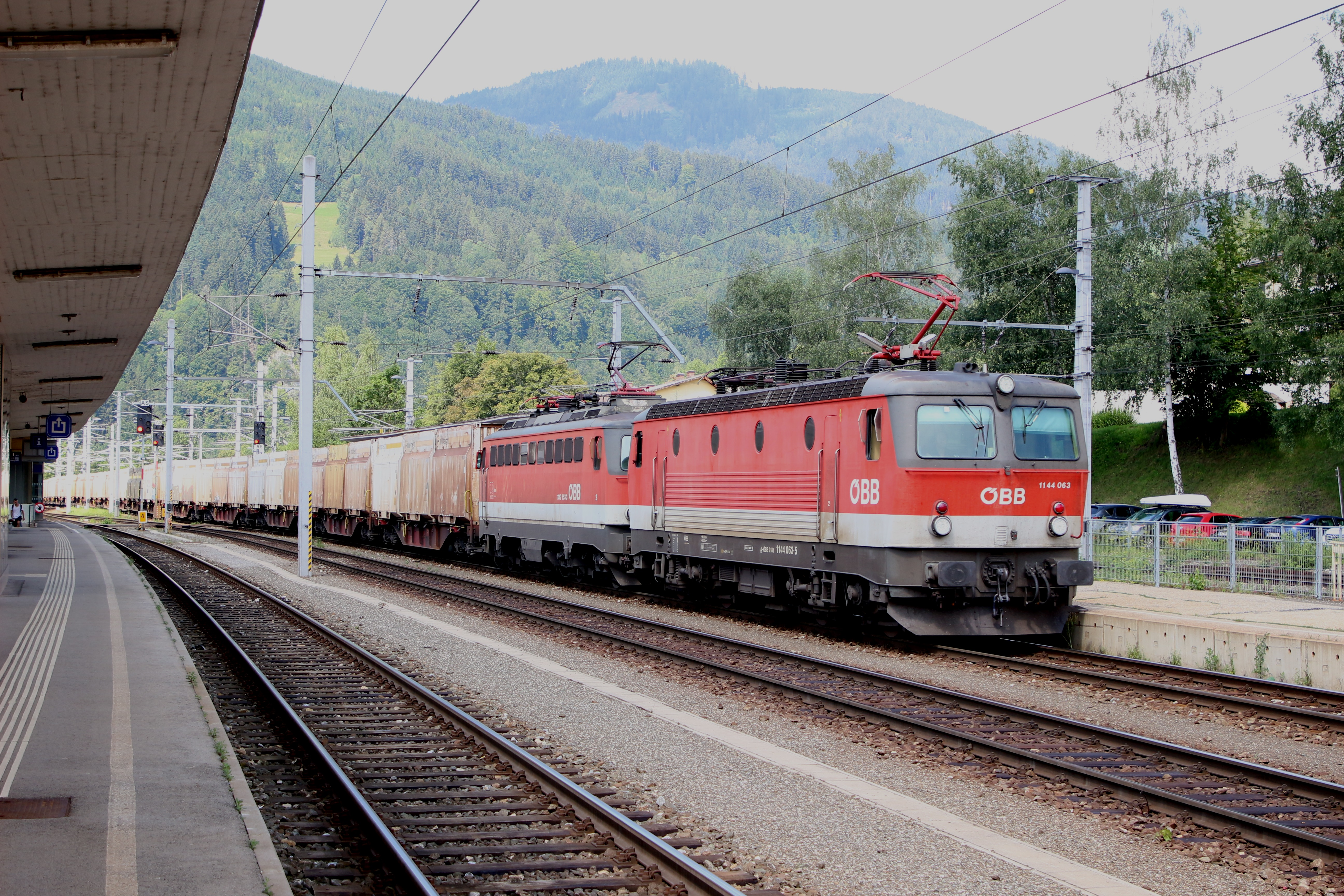
La stazione di Mürzzuschlag

Un grande problema con cui si ebbe a che fare quando si costruì la ferrovia era il fatto che, con i mezzi a disposizione in quell'epoca, risultava impossibile ottenere misure precise da utilizzare nei disegni e nei progetti di realizzazione dell'opera. Per risolvere questo problema si dovettero sviluppare nuovi metodi e nuovi strumenti di misura. Per la costruzione dei viadotti e delle gallerie furono impiegati circa 20.000 lavoratori per sei anni, e all'epoca il risultato, sia dal punto di vista organizzativo che tecnico, venne salutato come un grandissimo successo.
La ferrovia del Semmering, fin dalla sua costruzione, fu salutata come un'opera di "architettura del paesaggio", intendendo con questo la felice armonizzazione di tecnologia e natura che offriva un'esperienza di viaggio unica. La ferrovia apriva al turismo gli scenari naturalistici del Semmering, ragione per cui in pochi anni vennero costruite numerose abitazioni e alberghi. All'inizio del XX secolo l'area conobbe un enorme sviluppo anche come meta per gli appassionati di sport invernali, ma tutto questo si interruppe con lo scoppio della prima guerra mondiale, anche se fu grazie a ciò che il paesaggio naturale e culturale si mantenne intatto per i decenni successivi.

## Patrimonio dell'umanità
Nel 1998 la ferrovia del Semmering e il paesaggio circostante sono stati iscritti nell'elenco dei patrimoni dell'umanità dell'UNESCO.

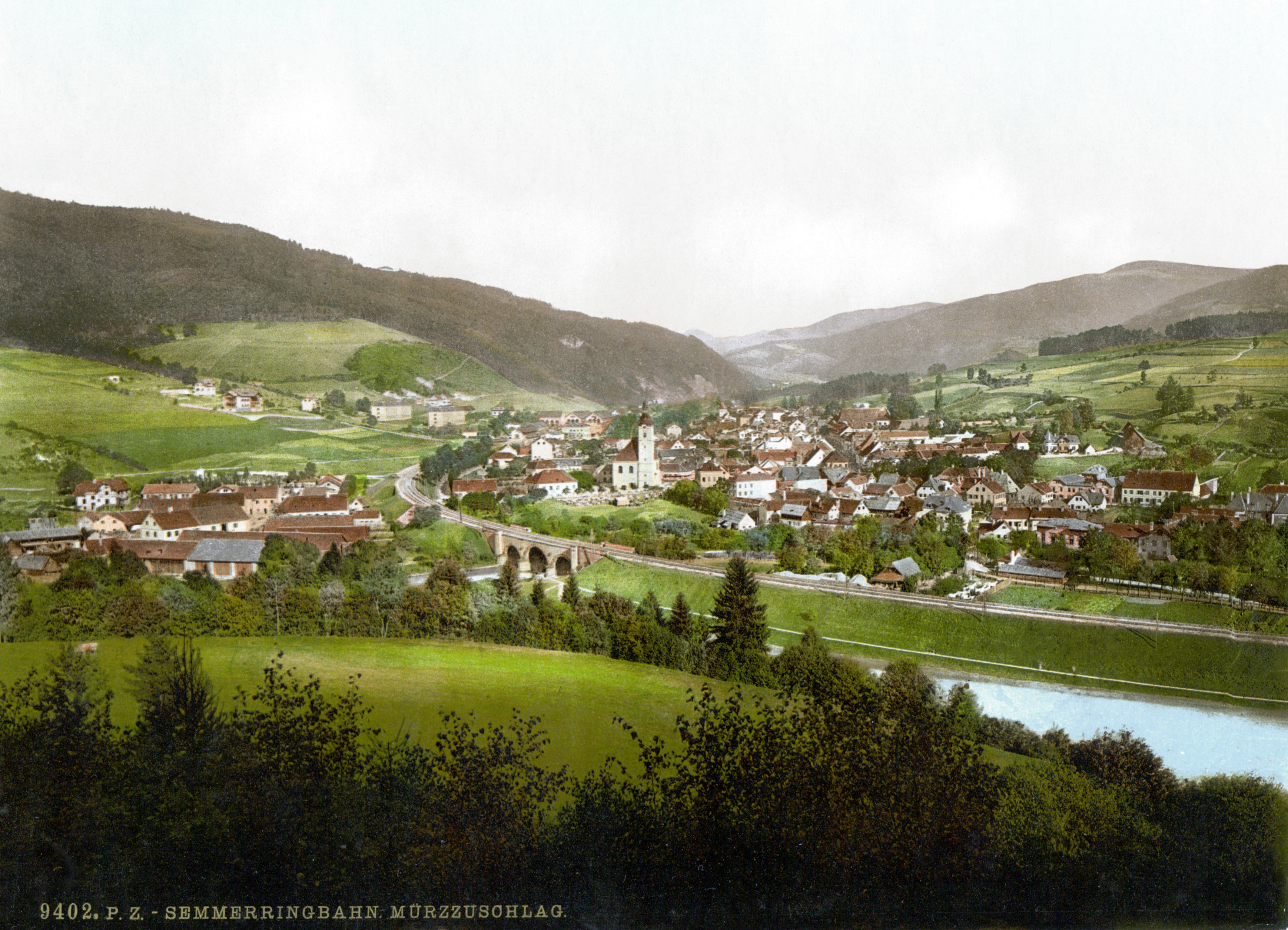
Ferrovia del Semmering a Mürzzuschlag, nel 1900

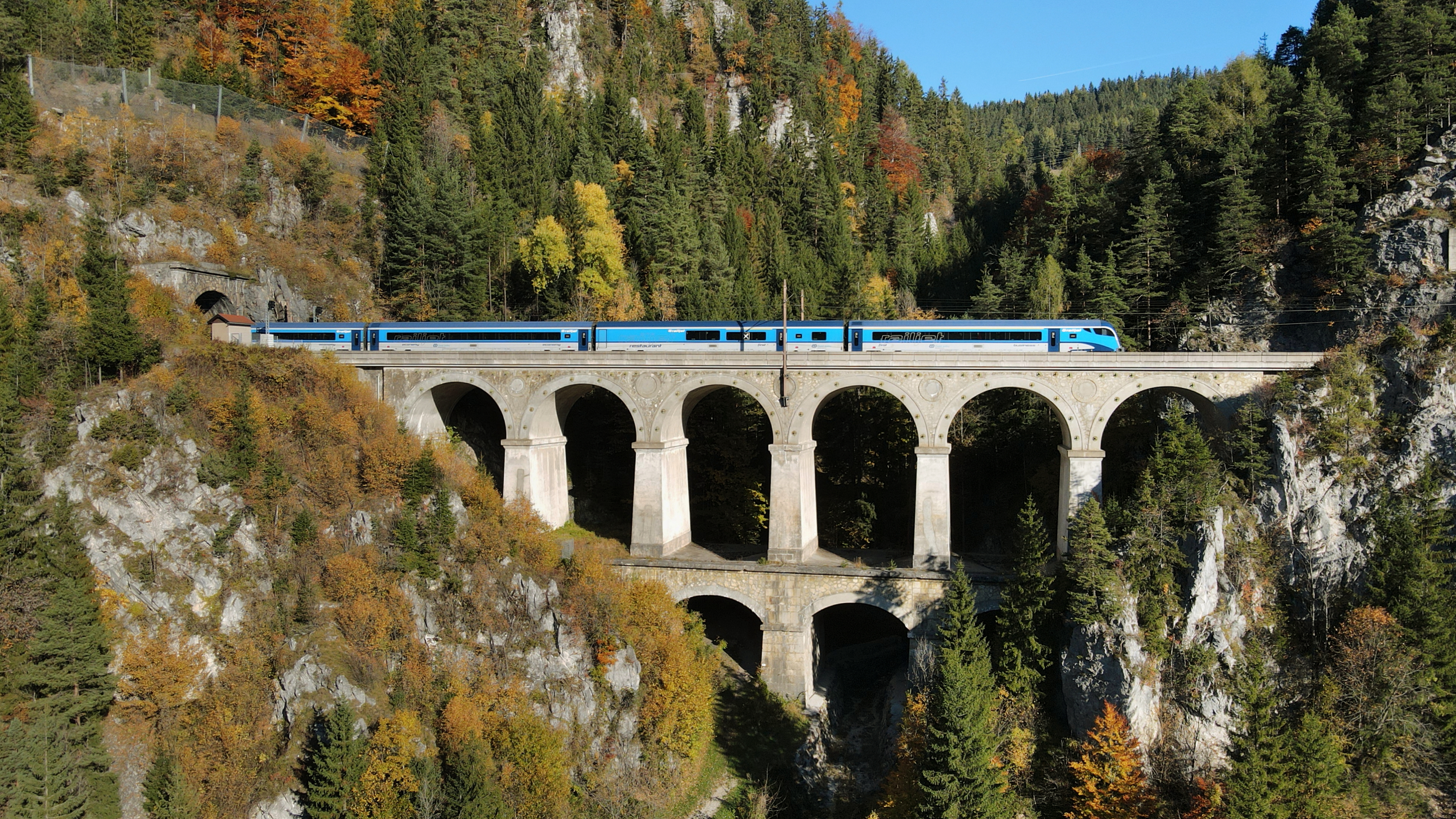
Krauselklause

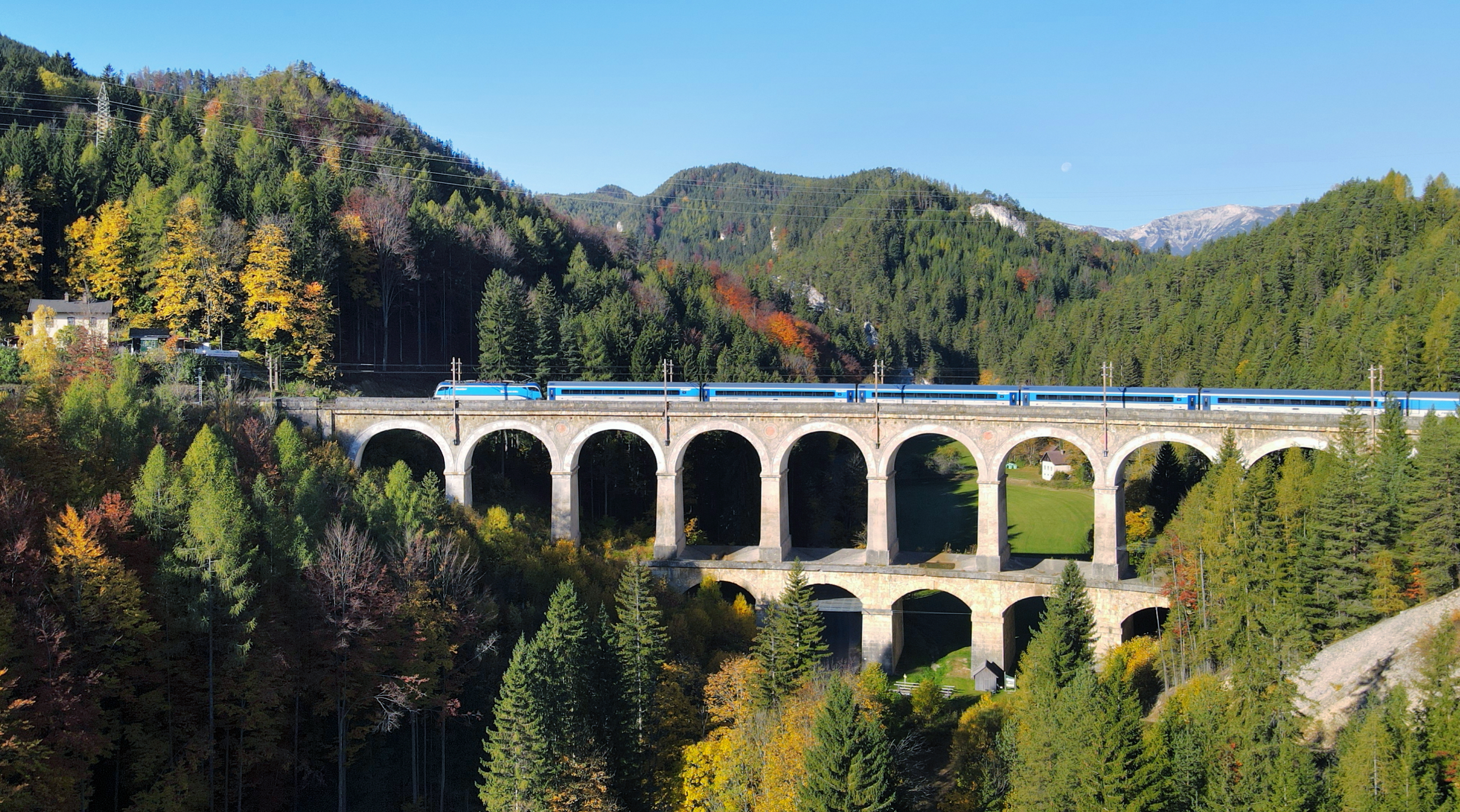
Kalte Rinne

Già nel 1923 la ferrovia del Semmering in Austria fu posta sotto tutela dei monumenti. Nel 1993 su iniziativa dell'organizzazione non governativa (ONG) "Alliance For Nature" la ferrovia del Semmering è stata proposto come Patromonio dell'umanità dai due stati federali della Bassa Austria e della Stiria. Questa protezione è stata confermata dall'Ufficio federale dei monumenti nel 1997. Avviato da questa domanda, l'UNESCO ha commissionato uno studio comparativo globale dei monumenti ferroviari, che ha confermato il significato culturale globale della ferrovia del Semmering. Di conseguenza, è stata la prima linea ferroviaria al mondo ad essere inclusa nella World Heritage List. Alla fine di ottobre 2017, un totale di 164 quaderni, schizzi, disegni, acquerelli, litografie e incisioni su acciaio sono stati inseriti nella World Memory List come documenti storici sulla costruzione della linea. Questi riconoscimenti segnano il punto più alto di apprezzamento per la linea ferroviaria fino ad oggi.
Le ragioni di questi premi erano che il loro costruttore, Carl Ritter von Ghega, li aveva progettati in modo tale che natura e tecnologia si armonizzassero l'una con l'altra. Questo è stato l'unico modo in cui è stato in grado di costruire la prima ferrovia di montagna a scartamento normale in Europa. Anche al momento del suo completamento, il percorso Semmering era inteso come una "costruzione paesaggistica" che offriva un'esperienza di viaggio unica. Peter Rosegger ha già descritto la Semmeringbahn come una "combinazione armoniosa di tecnologia e natura". L'UNESCO ha anche riconosciuto il pericolo per la ferrovia del Semmering e il paesaggio circostante dal tunnel di base progettato: "Se la ferrovia del Semmering fosse effettivamente sostituita da un tunnel di base, ciò potrebbe portare alla disattivazione e, nel peggiore dei casi, al decadimento di questo importante ferrovia di montagna e rurale" (Bernd von Droste zu Hülshoff, direttore fondatore del Centro del patrimonio mondiale dell'UNESCO).
Nel 2004 è stato aperto a Mürzzuschlag il Museo della ferrovia meridionale, in cui si possono vedere molti reperti e documenti sulla ferrovia del Semmering. Il 1 settembre 2012 il primo museo per Carl Ritter v. Ghega a Breitenstein, situato direttamente sul viadotto Kalte Rinne. Mostra la vita e l'opera di Ghega e dei suoi collaboratori più importanti.
La Ferrovia del Semmering è entrata anche nella letteratura mondiale: le difficoltà legate alla sua costruzione sono descritte nel romanzo Die Steinklopfer di Ferdinand von Saar, scritto vent'anni dopo la sua costruzione. Peter Rosegger ha riferito del primo contatto e dello shock culturale della popolazione locale durante l'utilizzo della nuova tecnologia nella storia Quando mi sono seduto sul motore a vapore per la prima volta.

## Caratteristiche
| Continuation backward |

| Station on track |

| Unknown route-map component "eABZgl" |

| Stop on track |

| Station on track |

| Stop on track |

| Station on track |

| Station on track |

| Station on track |

| Stop on track |

| Station on track |

| Unknown route-map component "BS2+l" | Unknown route-map component "BS2+r" |

| Unknown route-map component "tSTRa" | Straight track |

| Unknown route-map component "tSTR" | Unknown route-map component "tSTRa" |

| Unknown route-map component "tSTR+GRZq" | Unknown route-map component "tSTR+GRZq" |

| Unknown route-map component "tGIPl" | Unknown route-map component "tGIPl" |

| Unknown route-map component "tSTRe" | Unknown route-map component "tSTRe" |

| Unknown route-map component "BS2l" | Unknown route-map component "BS2r" |

| Unknown route-map component "eKRZo" |

| Stop on track |

| Station on track |

| Non-passenger station/depot on track |

| Unknown route-map component "eABZg+r" |

| Station on track |

| Unknown route-map component "eABZgr" |

| Continuation forward |

La ferrovia è lunga circa 41 chilometri e ha un dislivello di circa 460 metri.
Elenco dei viadotti:
1. Schwarza 254 m.
2. Payerbachgraben 66 m.
3. Kübgraben 28 m.
4. Höllgraben 73 m.
5. Abfaltersbach 96 m.
6. Wagnergraben 149 m.
7. Gamperl 116 m.
8. Rumplergraben 40 m.
9. Krauselklause 98 m.
10. Kalte Rinne 187 m.
11. Unterer Adlitzgraben 133 m.
12. Oberer Adlitzgraben 21 m.
13. Kartnerkogel 48 m.
14. Steinhauser 79 m.
15. Holzergraben 95 m.
16. Jauern 34 m.
17. Fröschnitzbach 25 m.

Elenco delle gallerie:
1. Pettenbach 185 m.
2. Steinbauer 88m.
3. Eichberg 89 m.
4. Geyeregger 81 m.
5. Rumpler 53 m.
6. Klamm 191 m.
7. Gamperl m.78 m.
8. Weinzettelwand 688 m.
9. Weinzettelfeld 239 m.
10. Kleiner Krausel 14 m.
11. Polleroswand 337 m.
12. Weberkogel 407 m.
13. Kartnerkogel 201 m.
14. Alte Semmering 1433 m.
15. Neuer Semmering  (dal 1952 - raddoppio accanto alla precedente) 1511 m.

## Tunnel di base
Il 25 aprile 2012 sono cominciati i lavori per la costruzione del tunnel di base del Semmering. Tale galleria sarà lunga 27,3 km e permetterà dal 2024, anno del suo completamento, di bypassare l'attuale linea, che comunque rimarrà in funzione per il servizio regionale.